# Metro/sneltramlijn 51
 Metro/sneltramlijn 51, ook wel bekend als de Amstelveenlijn, was van 1990 tot 2019 een 19 kilometer lange combinatie van een metro- en sneltramlijn van de Amsterdamse metro op de route Centraal Station – Weesperplein – Station Zuid – Amstelveen Westwijk. Het gebruikte materieel was dan ook geschikt voor beide exploitatievormen.

## Geschiedenis

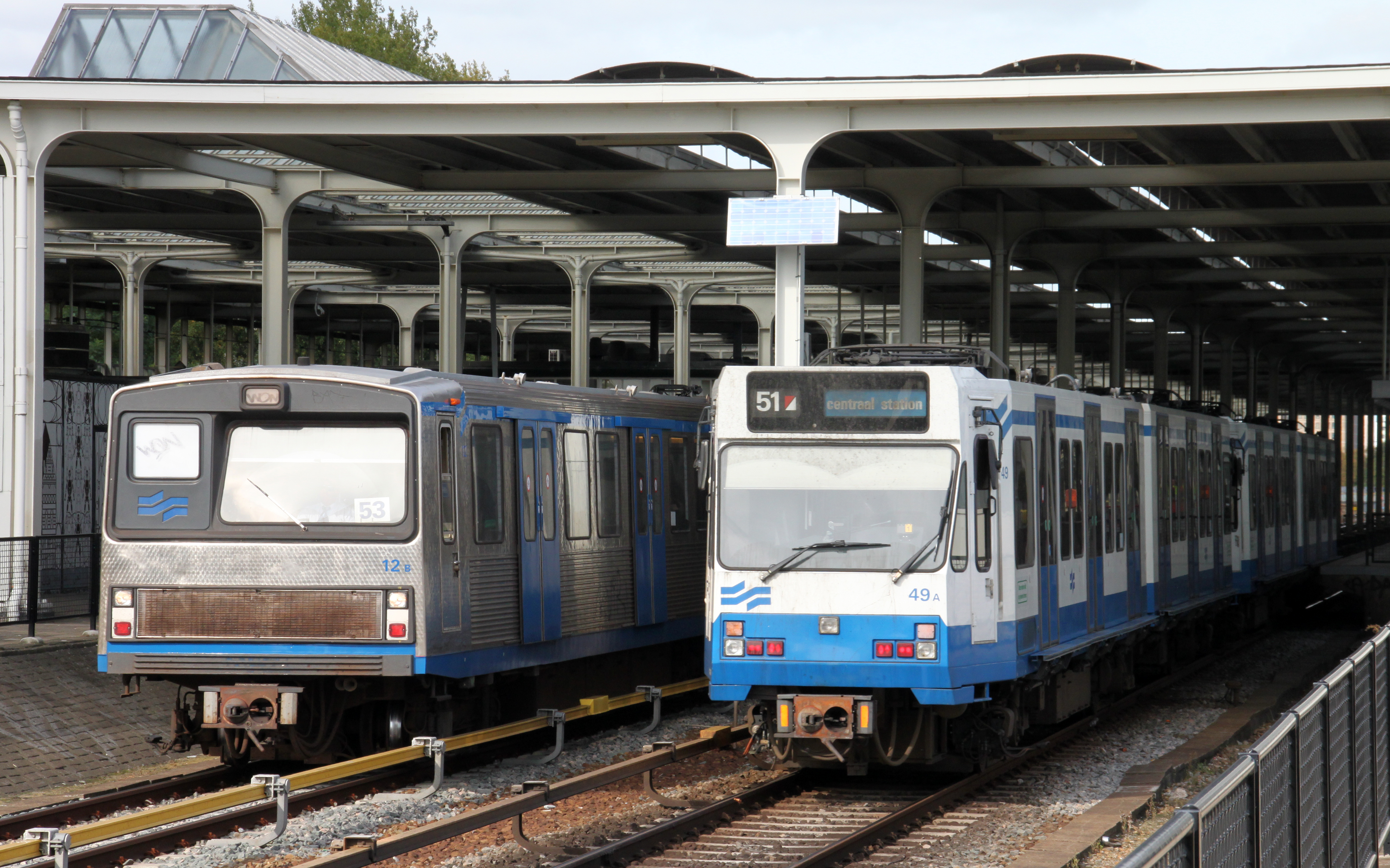
Een metrotreinstel en sneltram bij het Amstelstation. Duidelijk zichtbaar is het verschil in breedte van de wagenbak, waardoor de sneltrams op het metrotraject van opklapbare treeplanken gebruikmaken.

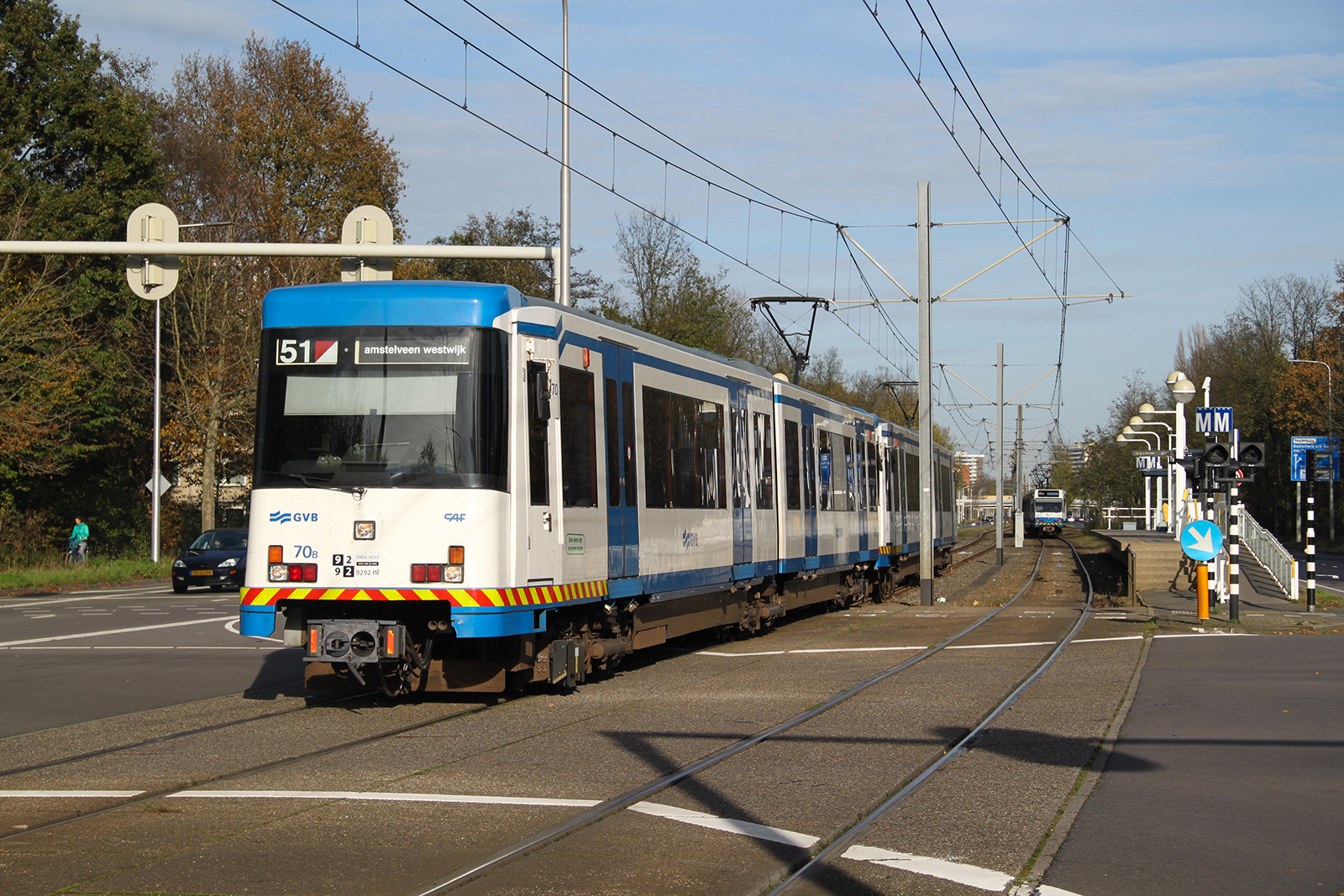
Sneltram (type S3) bij de Sportlaan te Amstelveen; 9 november 2014.

In 1975 werd na intrekking van het metrobesluit uit 1968 er uiteindelijk afgezien van de aanleg van de Noord-Zuid metrolijn die naar Amstelveen zou lopen. Nadat de gemeenteraad van Amstelveen in 1979 een plan voor de verlenging van tramlijn 5 naar Amstelveen had afgewezen (men wilde alleen een metro en anders de bus handhaven) kwam er in 1984 een compromis met een plan voor een dubbele railverbinding te weten een tunneltram via de metro Oostlijn en de Spaklerweg en een gewone tramlijn via de Leidsestraat samen over de Buitenveldertselaan en Beneluxbaan naar het winkelcentrum Amstelveen (stadstramlijn) en Amstelveen-Zuid (sneltram).
In reactie daarop ontwikkelde Centraal Nederland, die vreesde zijn beste lijn kwijt te raken aan het GVB en daarbij te moeten inkrimpen, het baanbus-project als alternatief. Hierbij zou in een deel van Amstelveen een speciale betonnen busbaan gebouwd moeten worden. De baanbus zou volgens CN veel minder kosten dan de sneltram en toch meer vervoeropbrengst geven. Het baanbus-project werd samen met de gemeente Amstelveen ontwikkeld en ook de Nederlandse busbouwers, die de concurrentie van de sneltram vreesden, namen deel aan het project en financierden deels de presentatie van de plannen. Ook de Amstelveense bevolking was tevreden met de bus en zag niets in de sneltram.
Amsterdam wilde echter het grote aantal bussen in de binnenstad verminderen en was daarom met het plan voor de dubbelrail gekomen. Er werd een groot aantal hoorzittingen gehouden, waarbij de tegenstanders prominent aanwezig waren, samen met de directie van CN en een afvaardiging van de busbouwers. Het baanbusplan ging uiteindelijk niet door, omdat de gemeenteraad van Amstelveen met zeventien tegen zestien stemmen voor de sneltram koos.

### Aanleg
De voorbereidende werkzaamheden begonnen in 1988 en in 1989 en het eerste halfjaar van 1990 vond de aanleg zelf plaats waarbij een groot aantal kunstwerken noodzakelijk was.
Oorspronkelijk lag het in de bedoeling het gehele traject van de Spaklerweg naar Amstelveen uit te voeren met bovenleiding. Later besloot men echter het traject tussen Spaklerweg en Station Zuid te voorzien van een derde rail om zo de lijn te kunnen versterken met metrostellen tijdens tentoonstellingen in de RAI waarbij ook een smaller perron noodzakelijk was. Hierdoor was wel een zwaarder dijklichaam noodzakelijk en dus hogere kosten waar tegenover stond dat er dan minder kosten voor onderhoud zouden zijn.

### Opening

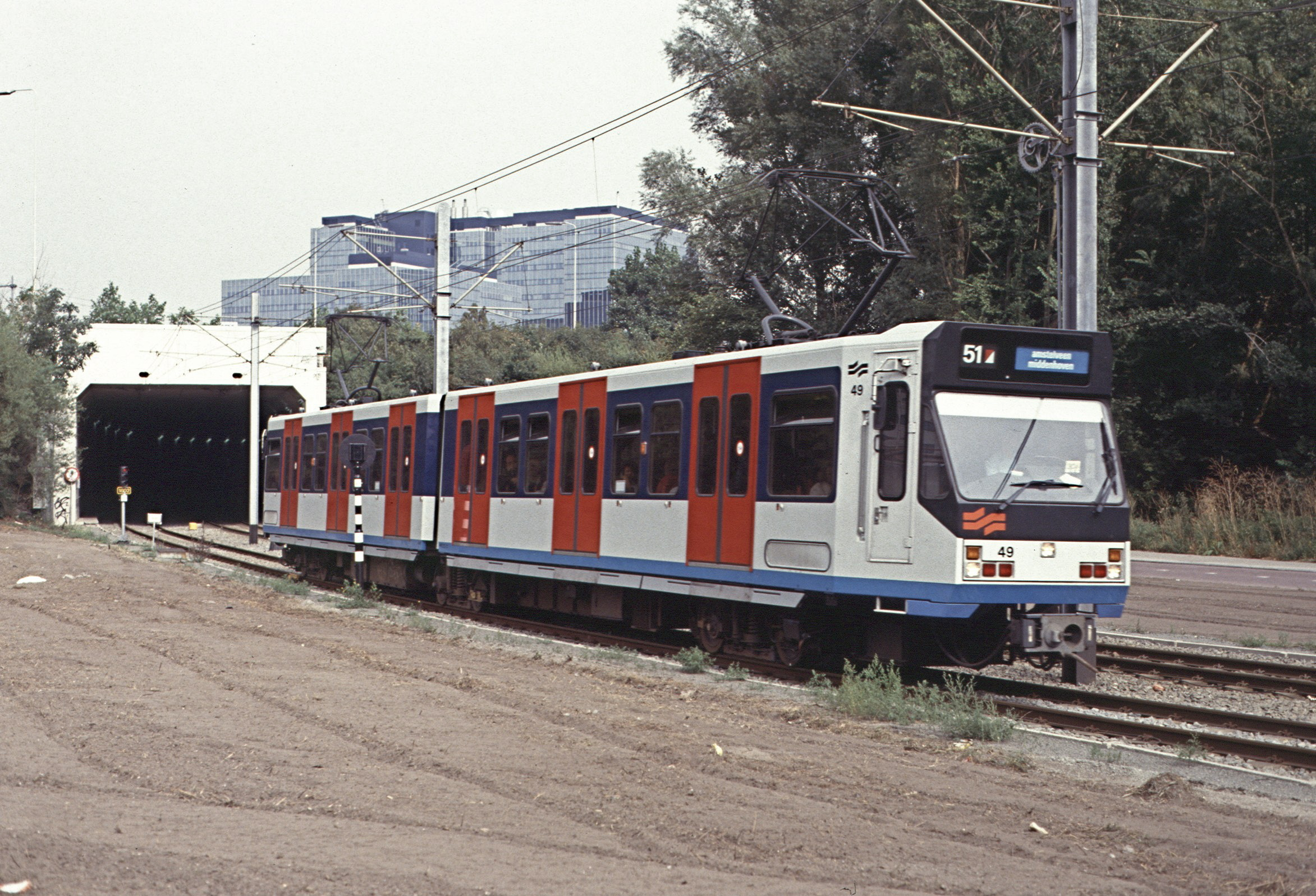
Sneltram 51 in het oorspronkelijke kleurenschema, in de boog van Station Zuid naar de Buitenveldertselaan; 9 september 1991.

De aanvankelijk gedachte openingsdatum van mei of oktober 1990 werd niet gehaald. Na proefritten in november 1990 werd de lijn op 30 november 1990 officieel geopend, de normale dienst ging echter, na een open dag met gratis ritten op 1 december, pas op 2 december van start waarbij onder meer de drukke bus 67 werd vervangen. Kort te voren waren bij het proefbedrijf 2 sneltrams op elkaar gebotst met grote schade als gevolg, waardoor men de beschikking had over maar 11 rijtuigen. Door dit materieelgebrek en kinderziekten kon aanvankelijk slechts een beperkte kwartierdienst worden gereden en moesten bussen de helpende hand bieden.

#### Tijdelijke inkorting
Op 14 februari 1991 in de loop van de middag kwam de lijn als gevolg van zware sneeuwval, waardoor de toch al storingsgevoelige beweegbare klaptreden het helemaal begaven en omschakeling van derde rail naar bovenleiding onmogelijk werd, geheel stil te liggen. Na overleg met Centraal Nederland werd als noodmaatregel de lijn tijdelijk ingekort tot het traject Centraal Station – Station Zuid, waardoor er niet meer hoefde te worden omgeschakeld. Het resterende traject naar Amstelveen werd gereden door een tijdelijke bus 51P, gezamenlijk geëxploiteerd door GVB en CN. Herindienststelling werd daarna telkens uitgesteld door de genoemde problemen, kinderziekten, technische problemen en materieeltekort. Deze inkorting duurde uiteindelijk bijna 7 maanden. In september 1991 keerde de sneltram onder druk van de gemeente Amstelveen terug in Buitenveldert en Amstelveen, de eerste maand op proef waarbij het vervoer gratis was en de busdienst nog bleef rijden. Door materieelgebrek moesten in de spits echter regelmatig losse metrostellen bijspringen die echter niet naar Buitenveldert en Amstelveen konden rijden en zo daar een gat in de dienstregeling veroorzaakten.

### Plannen voor verbouwing tot metro
Twee decennia na de totstandkoming van de Amstelveenlijn begonnen studies over de toekomst van deze lijn. Na een kwart eeuw kwam vervanging van infrastructuur en materieel aan de orde. Zou de lijn zijn huidige karakter behouden of verandert dit? Sinds de start van de planning en aanleg van de metro-Noord/Zuidlijn werd met de mogelijkheid rekening gehouden deze naar Amstelveen te verlengen.
In februari 2012 werd bekend dat er definitief geen metro naar Amstelveen komt. Er komt een 'hoogwaardige' tramverbinding ter vervanging van de sneltramverbinding. Hieronder een overzicht van de planontwikkeling.

#### Verbouwing Amstelveenlijn tot volwaardige metro
In de Metronetstudie van 2007 werd de mogelijkheid onderzocht om de huidige Amstelveenlijn te verbouwen tot volwaardige metrolijn. Door de uitvoering als sneltram was de dienstregeling van deze lijn storingsgevoelig en onbetrouwbaar. Daarnaast zou de (toen) gewenste aansluiting op de Noord/Zuidlijn een hybride dienstregeling op deze nieuwe metrolijn vereisen. Nog een reden was dat grote delen van de infrastructuur van de sneltramlijn rond het jaar 2020 aan vervanging toe zouden zijn, ook wanneer men de exploitatie van de lijn als sneltram zou voortzetten.
Er werden verschillende varianten bekeken: het volledig verbouwen van de lijn tot volwaardige metro tot het huidige eindpunt Westwijk; of een verbouwing van de lijn tot aan station Amstelveen Centrum, waarbij het stuk tussen Amstelveen Centrum en Westwijk als pendelsneltram in gebruik zou blijven.

#### Projectbureau Amstelveenlijn
In februari 2010 werd het Projectbureau Amstelveenlijn opgericht. Het doel van dit projectbureau was het voorbereiden van de verbouwing van het sneltramgedeelte van de Amstelveenlijn tot een volwaardige metrolijn. Een politiek besluit hiertoe zou uiterlijk in 2012 genomen moeten worden. Door diverse procedures parallel te laten verlopen hoopte men dat het mogelijk was om eind 2017 de vernieuwde Amstelveenlijn gelijktijdig met de Noord/Zuidlijn in gebruik te nemen, zodat er direct een doorgaande metrolijn Noord – Amstelveen Westwijk zou ontstaan. Hiervoor was al het lijnnummer 58 gereserveerd.
Men ging uit van een volledige verbouwing van de lijn. Het aantal stopplaatsen zou bijna gehalveerd moeten worden door samenvoeging en opheffing van haltes. Vanaf Station Zuid zou de lijn in een nieuw te bouwen tunnel onder de Buitenveldertselaan langs de Vrije Universiteit moeten lopen met een nieuw ondergronds station Buitenveldert ter hoogte van de De Boelelaan. Daarna had men de keuze voor verlenging van deze tunnel tot een punt ten zuiden van de Van Nijenrodeweg, of de bouw van een viaduct. In Amstelveen bleef de lijn grotendeels op maaiveld liggen. De kruisingen met het overige verkeer in deze stad zouden moeten worden vervangen door onderdoorgangen voor de metro of voor het overige verkeer, afhankelijk van de situatie.
In Amstelveen-Zuid waren er nog twee mogelijkheden: handhaving van het bestaande bochtige tracé door de woonwijk Middenhoven, en verlegging van de lijn tussen de haltes Marne en Sacharovlaan via het ruimer opgezette zuidelijke deel van de Beneluxbaan, zoals ook in het oorspronkelijke plan van 1968 was voorgesteld. In het laatste geval zou de te verlaten sneltrambaan inclusief de onderdoorgang onder de Bovenkerkerweg verbouwd kunnen worden tot een vrije busbaan. De kosten voor deze verbouwing werden, afhankelijk van de gekozen varianten, geschat op een bedrag tussen de € 400 en € 500 miljoen.
Inmiddels werd duidelijk dat de kans dat dit plan ook echt doorgang zou vinden aanzienlijk was verminderd wegens deze hoge kosten. Vanaf het voorjaar van 2011 werden er ook andere varianten voor modernisering van de Amstelveenlijn onderzocht, die niet langer uitgingen van een volledige verbouwing tot metrolijn.
Op 9 september 2011 werd bekendgemaakt dat het Projectbureau Amstelveenlijn door wethouder Eric Wiebes was opgeheven.

#### Zuidas snijdt Amstelveenlijn af
Op 9 februari 2012 hebben de gemeente Amsterdam, Provincie Noord-Holland en het Rijk een akkoord gesloten waardoor de Ringweg A10 bij Station Zuid ondergronds wordt gelegd. De kosten bedragen zeker 1,4 miljard euro. Tevens worden de metroperrons op station Zuid 'omgeklapt' van de oostzijde naar de westzijde, waardoor de aansluiting van de Amstelveenlijn onmogelijk wordt. Dit betekent tevens het einde van de Amstelveenboog, de verbindingstunnel van Station Zuid naar de Buitenveldertselaan, waarmee de verlenging van de Noord/Zuidlijn richting Amstelveen van de baan is.

### Nieuwe metrolijn 51
Na de inkorting van de te vernieuwen Amstelveenlijn tot Station Zuid vanaf 3 maart 2019, is de route van metrolijn 51 gewijzigd. De nieuwe metrolijn rijdt tussen station Amsterdam Centraal, Station Zuid en Isolatorweg, tevens het eindpunt van metrolijn 50. De metroverbinding tussen het Amstelstation en Station Zuid blijft zo tevens behouden.

### Verbouwing van de Amstelveenlijn (2019-2020)

#### 300 miljoen voor 'hoogwaardige' Amstelveenlijn
Op 9 februari 2012 hebben de Stadsregio Amsterdam, de gemeente Amsterdam, Amstelveen en stadsdeel Zuid besloten 225 miljoen euro te investeren in een vernieuwde, 'hoogwaardige' tramverbinding tussen Amsterdam-Zuid en Amstelveen.
De bedoeling van dit besluit is dat de Amstelveenlijn betrouwbaarder, sneller en comfortabeler wordt. Amstelveen en de zuidelijk daarvan gelegen gemeenten krijgen daarmee een goede verbinding met de Zuidas, de trein en de Noord/Zuidlijn. Ook het Rijk zal minimaal 75 miljoen euro bijdragen aan het project.
De tram moet berekend zijn op een groeiend aantal reizigers. Belangrijk aandachtspunt in het ontwerp is het verbeteren van de verkeersveiligheid en de doorstroming op belangrijke kruisingen.

##### Kenmerken
Er blijven twee tramlijnen tussen Amsterdam en Amstelveen:
- Tramlijn 5: Van Hallstraat (Westergasfabriek) – Station Amsterdam Zuid – Stadshart Amstelveen
- Tramlijn 25: Station Amsterdam Zuid – Amstelveen Westwijk, in 2024 verlenging gepland naar Uithoorn Centrum

Ter vervanging van het materieel kwamen op beide lijnen lagevloertrams van het type 15G met een breedte van 2,40 m en een lengte van 30 meter met een capaciteit van circa 250 passagiers. Trams op de lijn Amstelveen Westwijk – Amsterdam Zuid kunnen gekoppeld worden tot een lengte van 60 meter. De oude hoge perrons zijn in 2019-2020 verlaagd voor lagevloertrams. Om de reistijd te verkorten, de betrouwbaarheid te verbeteren en de veiligheid op kruisingen te verhogen zijn diverse maatregelen genomen. Tussen Station Zuid en Westwijk zijn de haltes De Boelelaan/VU, Amstelveen Centrum, Marne, Gondel en Spinnerij vervallen.
De halte A.J. Ernststraat is samengevoegd met De Boelelaan/VU. Ter compensatie van het verdwijnen van halte Marne is halte Sportlaan 150 meter in zuidelijke richting verplaatst. De kruisingen van de Beneluxbaan met de Rembrandtweg (halte Kronenburg), Zonnestein en Sportlaan zijn ongelijkvloers gemaakt. Daarbij zijn de Beneluxbaan en het tramtracé verlaagd om een onderdoorgang met de kruisende straat mogelijk te maken. Ten behoeve van afbuigend verkeer heeft de Beneluxbaan nieuwe op- en afritten aan weerszijden van deze kruisingen gekregen. Voor de nieuwe lagevloertrams is in de Legmeerpolder, ten zuiden van halte Westwijk, een opstelterrein aangelegd. Een toekomstige verlenging naar Uithoorn was in de eerste instantie onderwerp van onderzoek, maar in 2016 werd hier toe besloten.
Aan de zuidzijde van station Amsterdam Zuid wordt een nieuwe HOV-halte gebouwd. Deze komt te liggen boven op de tunnel van de ondergronds te brengen zuidelijke rijbaan van de Ringweg A10. Lijn 5 buigt van hier af via de Beethovenstraat naar de huidige route. De haltes Parnassusweg en Strawinskylaan komen dan te vervallen als gevolg van deze routewijziging. Omdat de aanleg van het Zuidasdok vele jaren vertraagd is, wordt voorlopig de bestaande route gevolgd via de halte Parnassusweg naar de Strawinskylaan aan de noordkant van Station Zuid (eindhalte Amsteltram).
Lijn 5 zou volgens de plannen blijven doorrijden naar het Centraal Station van Amsterdam, maar kreeg bij de opening van de Noord/Zuidlijn op 22 juli 2018 alsnog een ander eindpunt: Westergasfabriek (Van Hallstraat).
Het definitieve besluit tot verbouwing vond eind 2015 plaats en werd in februari 2016 door de verkeerswethouders van Amsterdam en Amstelveen ondertekend. Op 20 maart 2017 werd de verbouwing definitief gegund aan de aannemerscombinatie VITAL.

#### De verbouwing
De verbouwing startte in het voorjaar van 2019, vanaf 3 maart 2019 is lijn 51 tussen station Zuid en Amstelveen Westwijk gedurende de werkzaamheden vervangen door buslijn 55. 
Uitgangspunt was dat de verbinding van Amstelveen Stadshart naar Amstelstation en Leidseplein de hele periode van de bouw van het Zuidasdok en verbouwing in Buitenveldert en Amstelveen in bedrijf blijft totdat de nieuwe lijn gereed is. Tramlijn 5 is gewoon blijven rijden tussen station Zuid en Stadshart Amstelveen. Door de toegenomen drukte op lijn 5 werd er met ingang 27 mei 2019 een spitsdienst tramlijn 6 ingesteld op het drukste traject tussen station Zuid en Stadshart Amstelveen.
In enkele weekeinden in maart, april en juni en zes weken in de zomer van 2019 (14 juli t/m 26 augustus) kon lijn 5 hier niet rijden wegens spoorwerkzaamheden. Ook in 2020 kon lijn 5 enkele weekenden niet rijden voorbij Station Zuid. Deze werd gedurende de werkzaamheden vervangen door buslijn 45. In de perioden dat lijn 5 niet kon rijden werden de nieuwe laaggelegen sporen bij Kronenburg en Zonnestein aangesloten en werden de hooggelegen perrons van de vroegere lijn 51 vervangen door laaggelegen perrons voor de nieuwe lijn 25.
De vernieuwde tramlijn naar Amstelveen is op 13 december 2020 in gebruik genomen.

#### Uithoornlijn

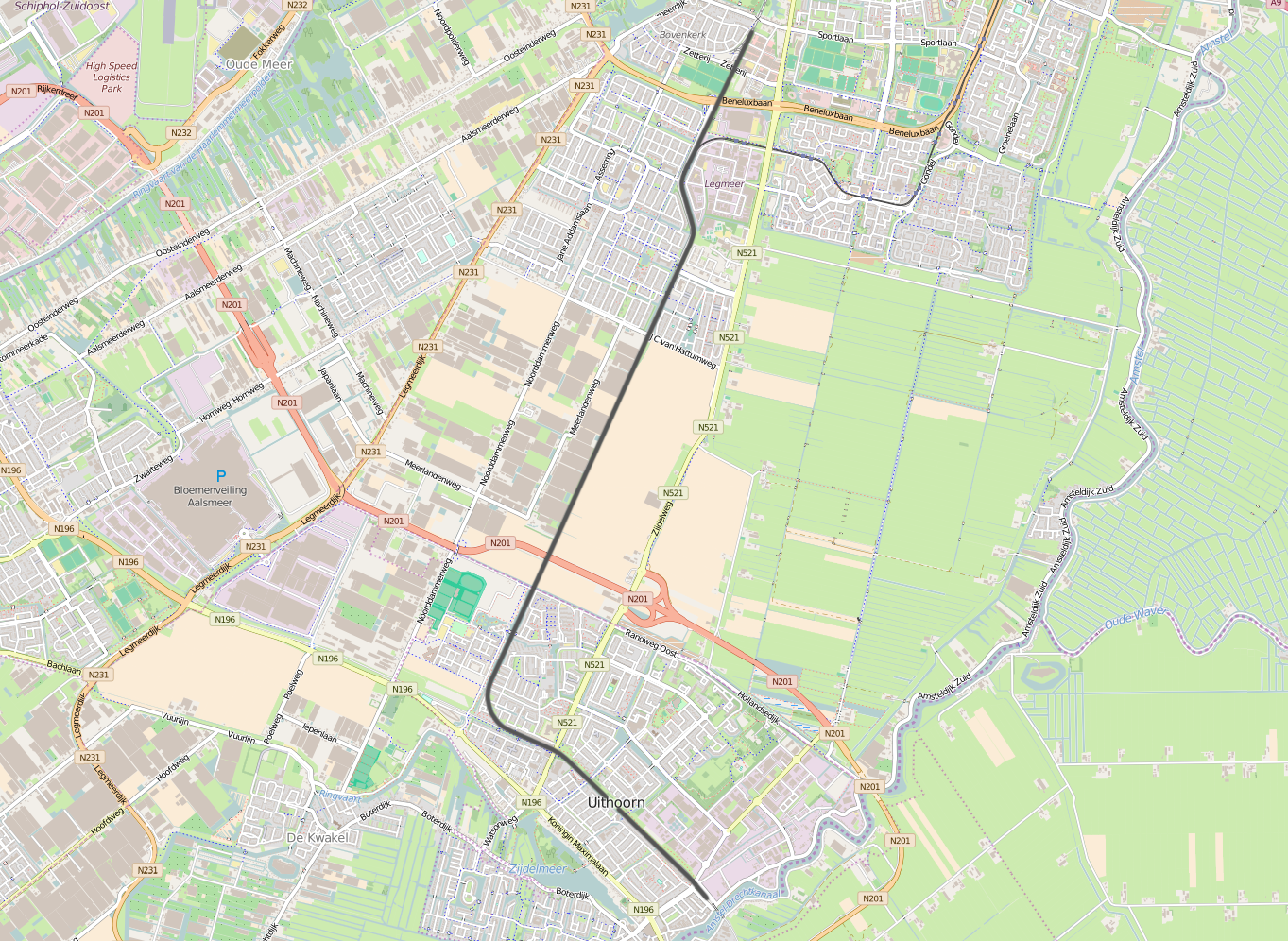
De tramlijn Amstelveen Westwijk – Uithoorn volgt het tracé van de vroegere spoorlijn Bovenkerk - Uithoorn.

De voormalige lijn 51 wordt vanaf het zuidelijke eindpunt Amstelveen Westwijk verder doorgetrokken naar Uithoorn, over het tracé van de voormalige Haarlemmermeerspoorlijnen. Op 21 juli 2024 gaat deze verlenging met 3 stations open.

## Materieel
Het materieel is tussen 1990 en 1994 gebouwd bij BN te Brugge (Zie sneltrammaterieel serie S1 en S2). Vanaf 1994 kon men over 25 sneltramstellen beschikken, waardoor voortaan met gekoppelde stellen kon worden gereden. Sinds de verlenging naar Westwijk in 2004 deden de treinstellen serie S3 ook vaker op deze lijn dienst, waardoor er maximaal 29 stellen voor lijn 51 beschikbaar waren.

## Route

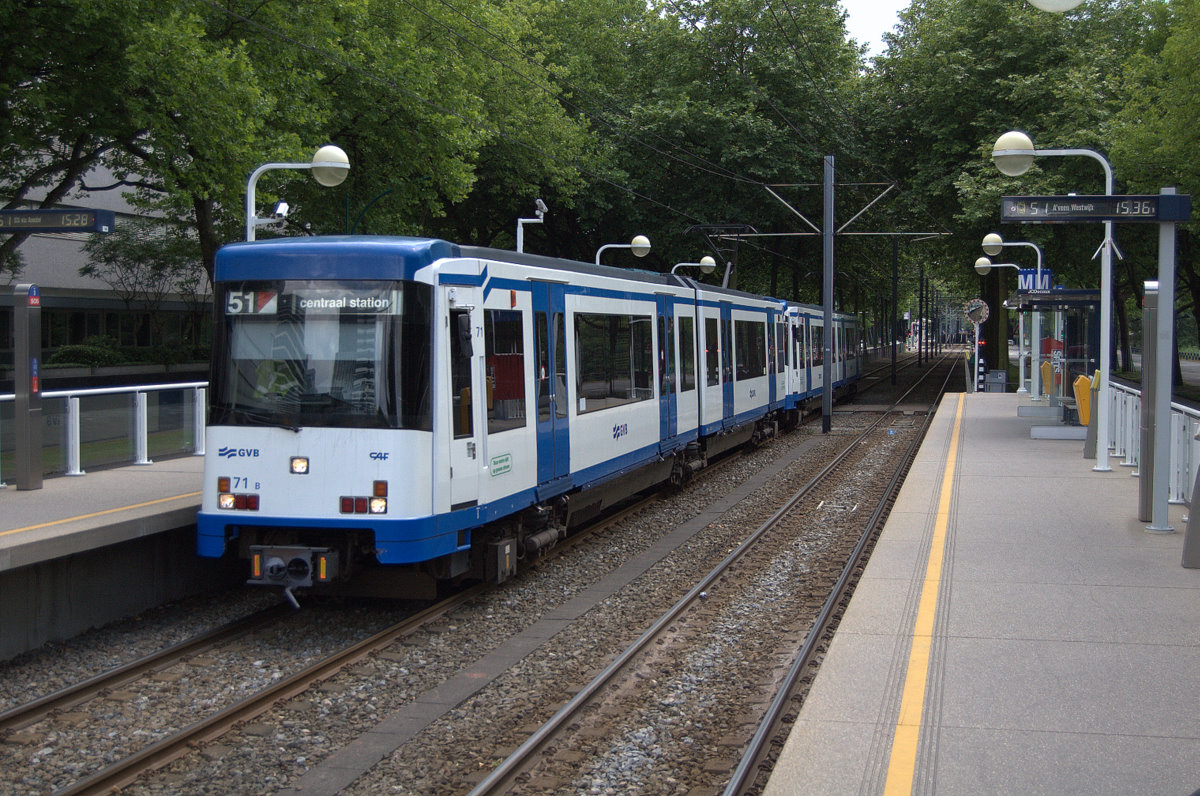
Twee gekoppelde CAF-wagens op de halte De Boelelaan/VU.

De lijn begon op het Centraal Station en volgde eerst het tunneltraject van de Oostlijn waarvan ook de metrolijnen 53 en 54 gebruikmaken. Vanaf station Spaklerweg begon het eigen traject, gedeeltelijk op de middenberm van de Ringweg Zuid. Op dit traject waren de kaartverkoop en stempelautomaten buiten gebruik omdat net als bij de metro een kaartje moest worden gekocht in het station en gestempeld bij de toegang tot het perron. Voorbij station Station Zuid boog de lijn af richting Amstelveen en kwamen de kaartverkoop en stempelautomaten in gebruik. Bij de invoering van de OV-chipkaart verdwenen de kaartverkoop en stempelautomaten uit de voertuigen en verschenen kaartverkoopautomaten en OV-chipkaartlezers op de sneltramhaltes. Het gedeelte Overamstel – Station Zuid werd sinds 1997 gedeeld met metrolijn 50.
Aanvankelijk eindigde de lijn op de halte Poortwachter, maar op 22 januari 2001 werd symbolisch het eerste stukje spoor van een uitbreiding gelegd. Vanaf september 2004 werd de lijn met drie haltes verlengd naar Westwijk. Hierbij is gedeeltelijk gebruikgemaakt van de spoordijk van een gedeelte van de oude Haarlemmermeerspoorlijnen tussen Bovenkerk en Uithoorn. Ook werden hier in tegenstelling tot de rest van het traject een aantal AHOB's geplaatst.
Op 7 januari 2019 werd de halte Kronenburg opgeheven en reed de sneltram hier door.

### Combinatie met metro

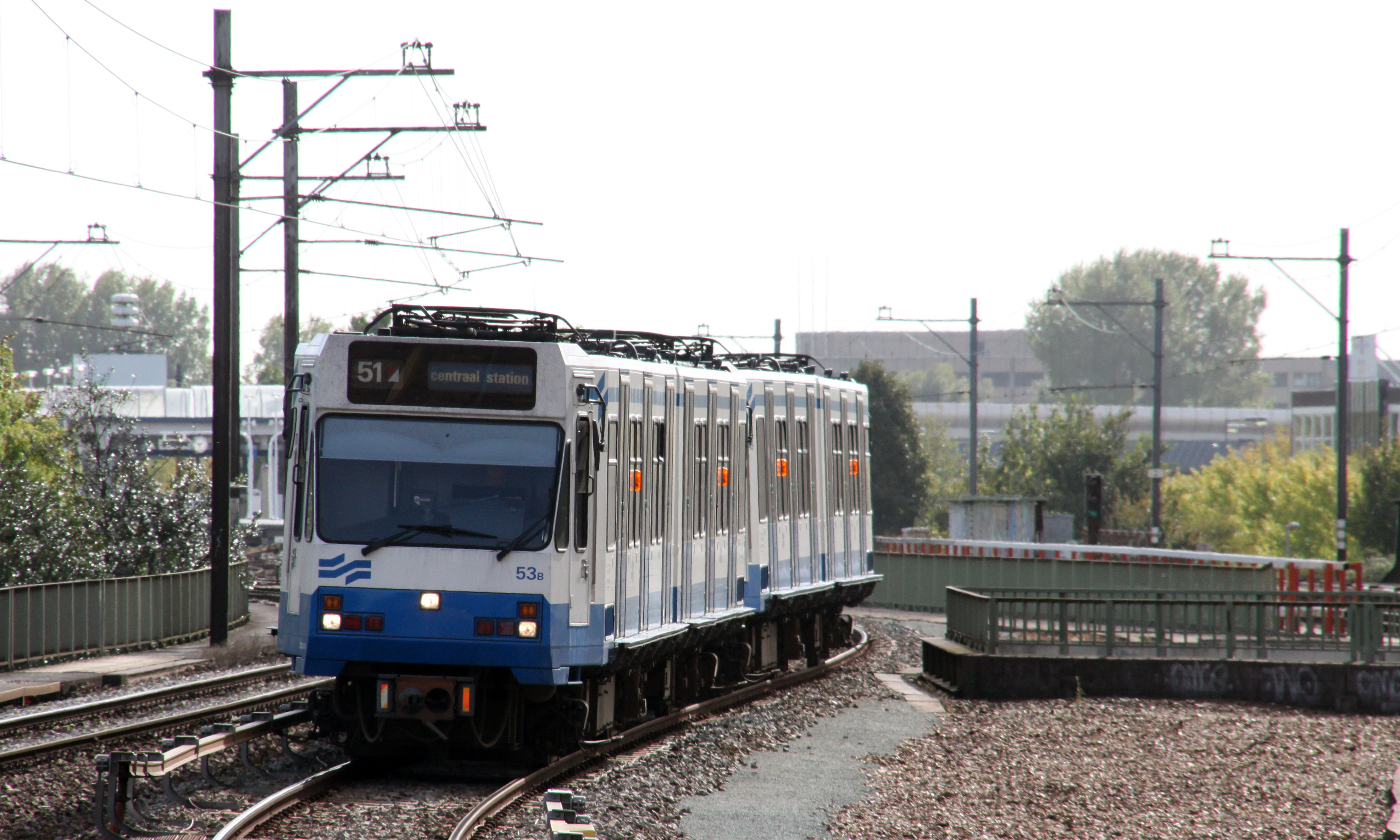
Een sneltram in de nieuwe kleuren bij het Amstelstation.

Het traject van het Centraal Station naar Station Zuid is in feite een metrolijn. De kruisingen zijn ongelijkvloers en de voeding wordt afgenomen via een derde rail. Op Station Zuid werden de pantografen uitgeklapt, en werd overgeschakeld op voeding vanuit de bovenleiding. Het metrotraject heeft een spanning van 750 V, het traject tussen Station Zuid en Amstelveen Westwijk 600 V, zoals de rest van het tramnet.
Tussen Station Zuid en Amstelveen was het omgrenzingsprofiel kleiner: de metrolijn is geschikt voor materieel met een breedte van 3,00 meter, de sneltramlijn voor een breedte van 2,65 meter. Om dit verschil te overbruggen werden op het metrotraject treeplanken gebruikt, bij het vertrek vanaf Station Zuid richting Amstelveen werden deze treeplanken ingeklapt.
Als gevolg van het kleinere profiel en de noodzakelijke pantografen, kon het (overige) Amsterdamse metromaterieel op het traject slechts rijden tot Station Zuid. Vier treinstellen van de serie S3 en even breed zijn als de sneltrams van lijn 51, beschikte over pantografen en konden ook op de Amstelveenlijn rijden. Omgekeerd kon het sneltrammaterieel van lijn 51 in principe op alle metrolijnen worden ingezet.

### Combinatie met stadstram

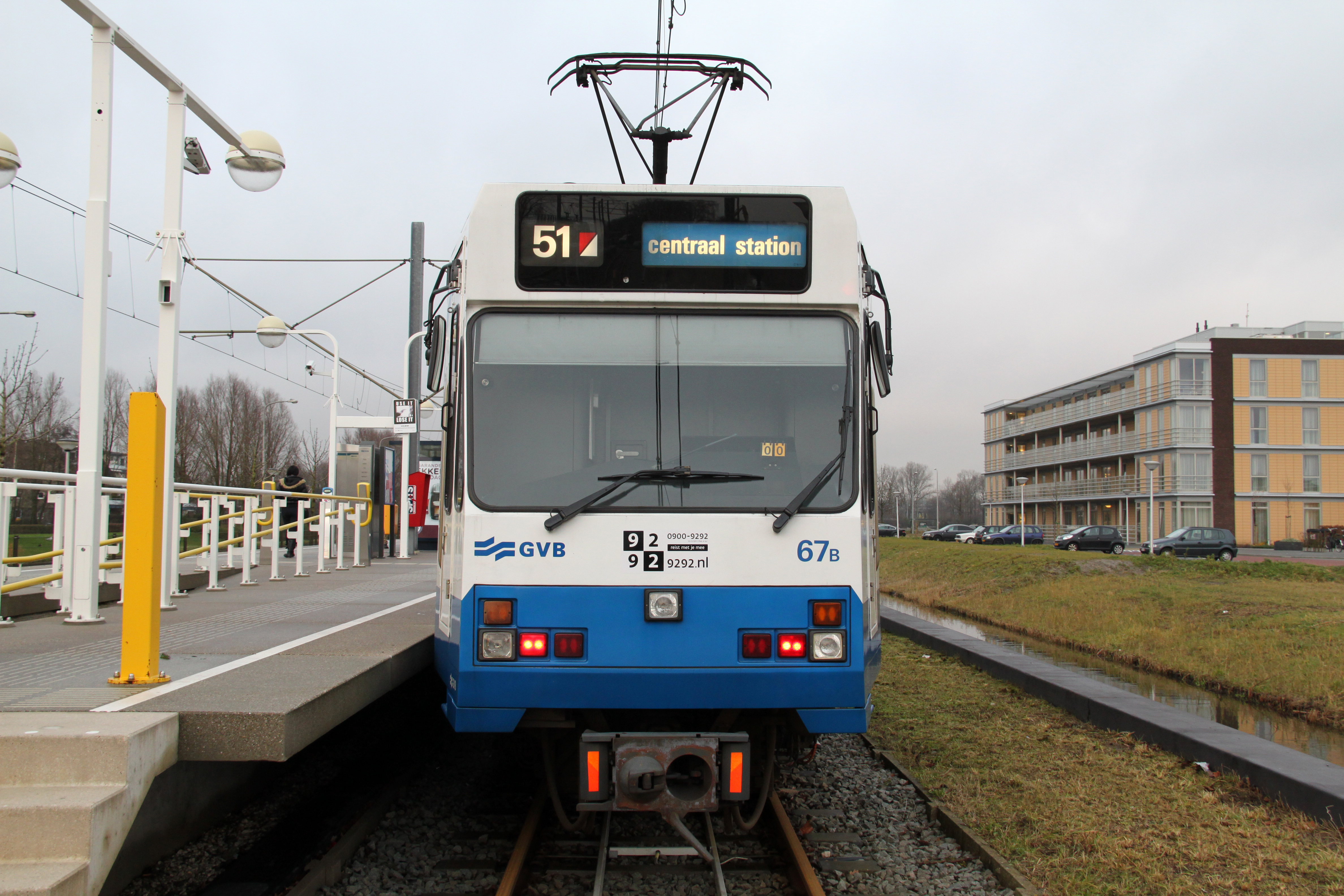
Sneltram 51 aan het eindpunt Amstelveen Westwijk,het zuidelijkste punt van het GVB-railnet.

Naast lijn 51 maakt ook tramlijn 5 tussen Station Zuid en de halte Oranjebaan in Amstelveen gebruik van deze route. Omdat op lijn 5 (lagevloer)stadstrams rijden, hadden de haltes langs dit gedeelte zowel een hoog (sneltram) als een laag (stadstram) perron.
De samenloop van metro/sneltram en gewone tram schiep ook een bijzondere situatie voor het gebruik van de OV-chipkaart. Voor de stadstram moet men in het voertuig in- en uitchecken, terwijl men voor de sneltram de OV-chippalen op de halte moest gebruiken.

### Lijn 51E
Van oktober 1991 tot en met het voorjaar 1994 bestond er in de ochtendspits in de winterdienst een lijn 51E die tussen 8.00 en 9.00 uur reed ter ontlasting van lijn 51 tussen het Weesperplein en Station Zuid (alleen in deze richting) waarbij met 2 losse metrostellen vlak voor de helft van de normale dienstwagens van lijn 51 werd vertrokken. Na de levering van de vervolgserie sneltrams kon op lijn 51 gekoppeld worden gereden waardoor lijn 51E kon vervallen.

## Dienstuitvoering (tot 3 maart 2019)
| Traject                                | Treinopvolging  | Treinopvolging             | Treinopvolging                                | Treinopvolging  | Treinopvolging                      |
| Traject                                | Spits           | Dag en avond tot 22.00 uur | Avond na 22.00 uur en weekeinde tot 10.00 uur | Hoogzomer spits | Hoogzomer dag, avonden en weekeinde |
| -------------------------------------- | --------------- | -------------------------- | --------------------------------------------- | --------------- | ----------------------------------- |
| Centraal Station ↔ Amstelveen Westwijk | 7 tot 8 minuten | 10 minuten                 | 15 minuten                                    | 10 minuten      | 15 minuten                          |